# Howard Lee (ishockeyspelare)
Howard Stewart "Howie" Lee, född 13 oktober 1929 i Toronto, död 13 november 2014 i Unionville, Ontario,  var en kanadensisk ishockeyspelare.
Han blev olympisk bronsmedaljör i ishockey vid vinterspelen 1956 i Cortina d'Ampezzo.